# Néstor Basterretxea

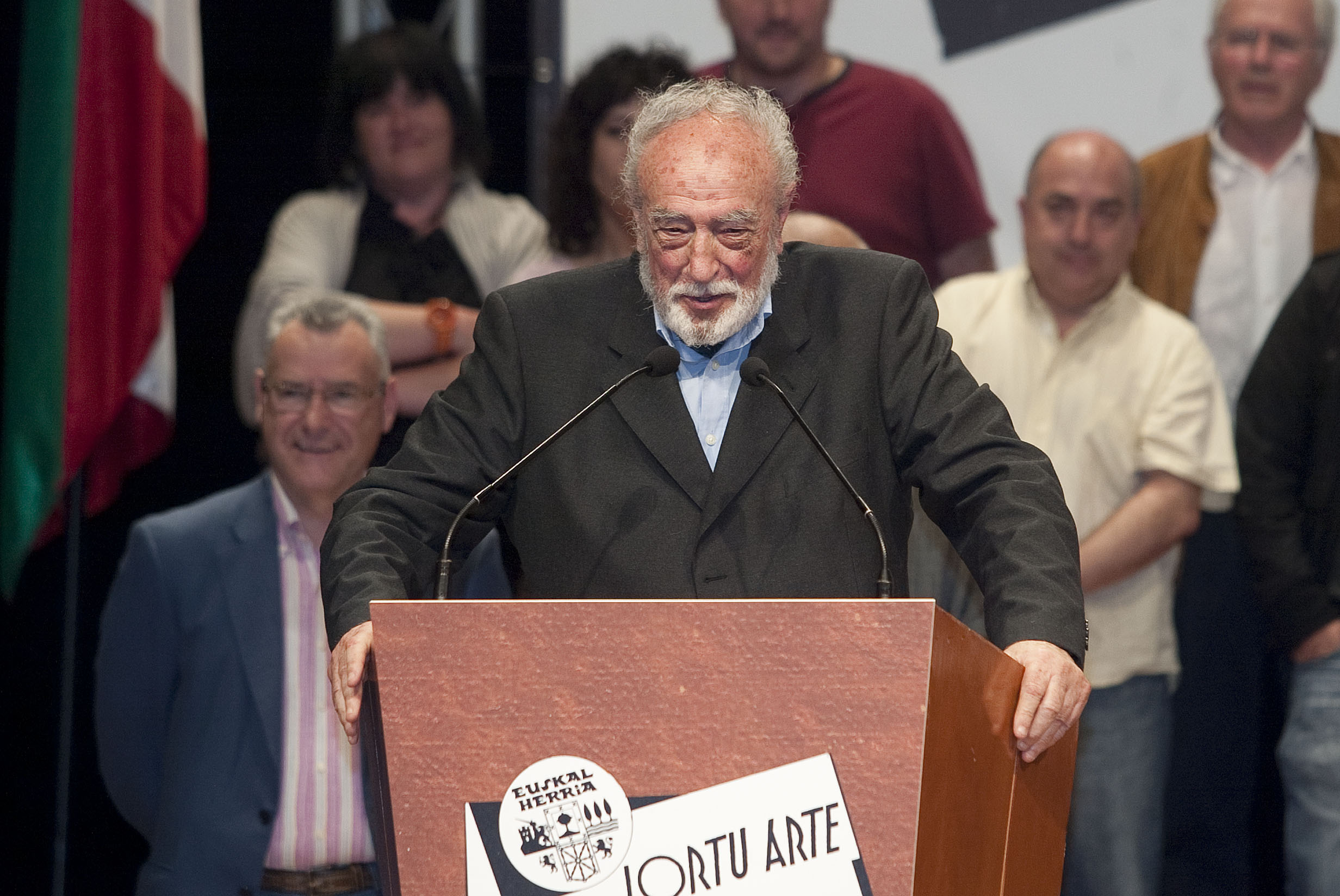
Nestor Basterretxea (2010)

Néstor Basterretxea Arzadun (geboren 6. Mai 1924 in Bermeo; gestorben 12. Juli 2014 in Hondarribia) war ein spanischer Maler, Bildhauer, Designer und Filmregisseur.

## Leben und Werk

### Jugend und Exil
Néstor Basterretxea war Sohn von Fernanda Arzadun und Francisco Basterretxea Zaldíbar. Der Vater war Jurist und Abgeordneter der Nationalpartei des Baskenlandes. Als 1936 der spanische Bürgerkrieg ausbrach, floh die Familie zunächst nach Saint-Jean-de-Luz und Paris. Dort begann er seine ersten Schritte in der Malerei. Unter der deutschen Besetzung Frankreichs musste die Familie erneut fliehen und erreichte 1942 nach einer 1½-jährigen Odyssee Buenos Aires.
Dort fand er eine erste Anstellung als Werbezeichner beim Nestlé-Konzern, während er am Instituto Huergo technische Architektur studierte. Er wurde durch das Altamira-Stipendium gefördert und mit dem Premio Único für Ausländer beim Salon für Schöne Künste ausgezeichnet. Auf Ausstellungen in Argentinien und Uruguay präsentierte er in den 1940er Jahren seine frühen Gemälde. Diese waren einerseits durch seinen Lehrer Emilio Pettoruti beeinflusst und zeigten die Auswirkungen des Krieges und des Exils. Ein anderer Teil seiner Werke aus dieser Zeit steht im Bezug zum Muralismo von José Clemente Orozco und zum tragischen Expressionismus von José Gutiérrez Solana. Daneben wahrte er die Verbindung zu seiner baskischen Heimat durch Teilnahme am Veranstaltungen wie dem Día Internacional del Euskara.

### Malerei und Skulpturen
1952 kehrte Néstor Basterretxea ins Baskenland zurück und traf dort Jorge Oteiza, den er in Amerika kennengelernt hatte. Dieser lud ihn ein, am Wettbewerb für die Gestaltung der Krypta der neuen Basilika von Arantzazu teilzunehmen. Néstor Basterretxea gewann den Wettbewerb. Ein Jahr nach Beginn der Arbeiten sprach jedoch eine Kommission des Vatikans ein Veto aus, so dass die Arbeit eingestellt und das begonnene Werk zerstört wurde. Erst 1984 wurde die damalige Entscheidung überdacht, und er konnte das Werk neu beginnen. Die 500 m2 Wandfläche, die ihm zur Verfügung standen, schmückte er mit 18 Wandbildern.

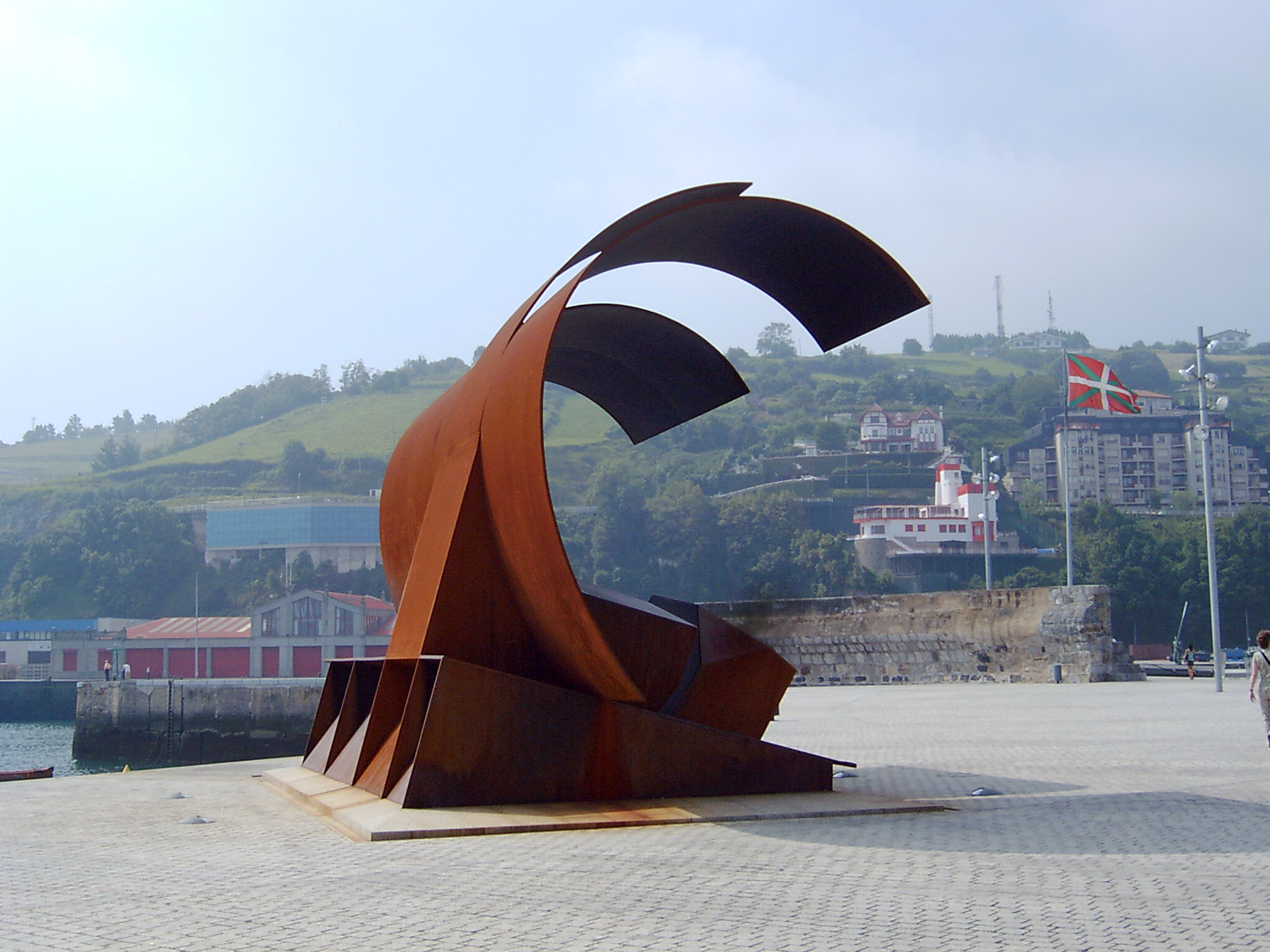
Bizkaia, una ola de hierro in Bermeo

In der zweiten Hälfte der 1950er bis in die frühen 1960er Jahre erregte er Aufsehen auf den Biennalen von Venedig, Barcelona, São Paulo, Mailand und Paris mit seinen geometrischen Malereien, die von Vorbildern wie Kasimir Malewitsch, Le Corbusier und Ben Nicholson geprägt waren. 1957 wurde er Gründungsmitglied des Equipo 57, dem auch Jorge Oteiza und Agustín Ibarrola angehörten. Über die Malerei im engeren Sinn hinausgehend fügte er seinen Werken Materialien wie Holz und Eisen zu. Seine weitere künstlerische Entwicklung führte folgerichtig zur räumlichen Skulptur und zu Experimenten mit Materialien wie Marmor und Schiefer. Eine seiner wichtigsten Arbeiten aus dieser Zeit ist Núcleo interior - exterior. Zusammen mit Werken wie Plano estallado, Meridianos oder Gaua war es 1960 auf Jorge Oteizas Ausstellung in der Sala Neblí in Madrid zu sehen. In diesen Werken fand er zur Kreisform als bevorzugter und ikonischer Gestalt. Ferner war er Mitglied der Künstlergruppe, die 1958 den spanischen Pavillon auf der Weltausstellung in Brüssel gestaltete. 1965 gründete er gemeinsam mit Eduardo Chillida und anderen Künstlern die Vereinigung Grupo Gaur.
1969 schuf er mit einem Brunnen aus Sandstein in Irun seine erste Skulptur im öffentlichen Außenraum. Aufgrund der Beschäftigung mit der Anthropologie und der Urgeschichte, insbesondere mit den Arbeiten von Jose Migel Barandiaran, und unter dem Einfluss einer Reise nach Mexiko schuf er von 1972 bis 1975 die Serie Cosmogónica Vasca, die aus 17 Bronzeskulpturen und einer aus Eichenholz geschnitzten Skulptur besteht. 2008 vermachte der Künstler sie dem Bilbao Museoa als Geschenk. Als weitere Werke im Kontext der traditionellen baskischen Volkskultur entstanden die Serien Máscaras de la Abuela Luna, Flores de Sol und Macarrones de proa sowie die Steinskulpturen-Serie Estelas Discoideas.

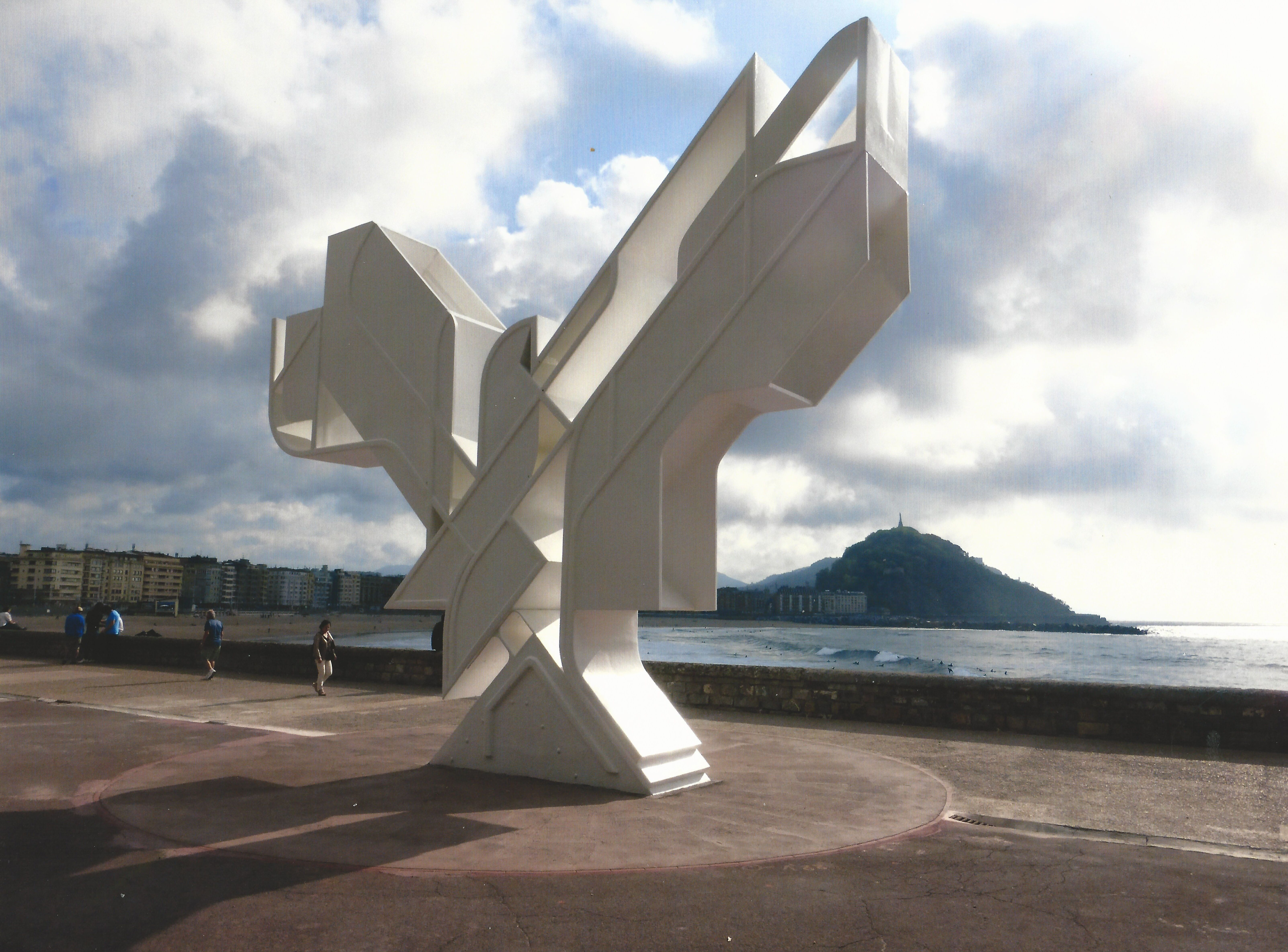
Paloma de la Paz in San Sebastián

In den 1980er Jahren war er zwei Jahre lang Kulturminister in der von der PNV geführten baskischen Regionalregierung. Als Mahnmal der Bombardierung von Guernica schuf er 1987 die monumentale Skulptur Paloma de la Paz (Friedenstaube), die an der Playa de La Zurriola in San Sebastián aufgestellt ist. Generell bilden große Skulpturen im öffentlichen Raum einen bedeutenden Anteil seines Schaffens: so zum Beispiel die 1998 geschaffene Homenaje al Pastor, die einen Stammbaum symbolisiert und den einfachen Menschen gewidmet ist, die außerhalb ihrer Heimat Arbeit finden mussten. Andere Werke dieses Formats sind die grazile Pirouette Homenaje a Iztueta, die allegorische Eisenplastik Bizkaia, una ola de hierro und die Holzskulptur Araba. Letztere verschwand Anfang der 2000er Jahre aus der Öffentlichkeit und wurde erst 2021 im Gebirge wiederentdeckt. Auch mit ethnografischen und anthropologischen Themen setzte er sich weiter auseinander, beispielsweise 1992 mit dem prä-hispanischen Amerika in der Homenaje a la América Primera und 2001 mit der Arbeit Zimbaue.

### Design
Ein weniger bekannter Aspekt seines Schaffens ist das Design von Sitz- und Tischmöbeln. In den 1950er Jahren entwarf Néstor Basterretxea in Madrid für den Unternehmer und Mäzen Juan Huarte Beaumont Stücke für die Kollektion H Muebles. Diese Arbeit setze er später in Irun fort. Obwohl er die Gestaltung von Möbeln nach einigen Jahren wieder aufgab, gingen aus ihr beachtliche Stücke wie der Sessel Kurpilla und der Schreibtisch Bermeo hervor.

### Film
Die Zusammenarbeit mit Juan Huarte mündete 1963 in einen Kurzfilm, Operación H. Gemeinsam mit Fernando Larruquert schuf er im selben Jahr den Kurzfilm Pelotari über das Pelota-Spiel. Mit dem Langfilm Ama Lur schuf er eine umfassende Vision der überlieferten baskischen Vorstellungswelt. Der Film, der als Aufruf zur kollektiven Einheit der baskischen Identität verstanden werden kann, wurde aufgrund der franquistischen Diktatur geschnitten und erschien 1968 als erster Film in baskischer Sprache.

### Privatleben
Noch im argentinischen Exil heiratete er 1951 María Isabel Irurzun Urquía. Aus der Ehe gingen vier Kinder hervor.
Im Dezember 2009 überfiel eine Gruppe bewaffneter Männer das Haus des Ehepaars und raubte Schmuck und Wertgegenstände. Das Ehepaar und zwei Hausangestellte wurden gefesselt, jedoch nicht verletzt.

### Tod und Nachwirken
Néstor Basterretxea starb am 12. Juli 2014 in seinem Haus in Hondarribia.
Seine Familie vermachte 2023 eine große Sammlung seiner Werke dem Museo de Arte Contemporáneo del País Vasco (Artium Museoa) in Vitoria-Gasteiz. Anlässlich des hundertsten Jahrestages seiner Geburt fanden im Mai 2024 in baskischen Museen und kulturellen Einrichtungen rund 20 Ausstellungen statt, so beispielsweise im Bilbao Museoa und im Artium Museoa.

## Veröffentlichungen
- Crónica errante y una miscelánea. Alberdania, Irun 2006, ISBN 978-84-96310-94-0 (spanisch).

## Auszeichnungen
- 2005: Premio Eusko Ikaskuntza Caja Laboral für Anthropologie, Kultur, Kunst und Sozialwissenschaften
- 2008: Medalla al trabajo Lan Onari